# Hangar 18 (película)
Hangar 18 es una película estadounidense del año 1980, dirigida por James L. Conway y protagonizada por Darren McGavin, Robert Vaughn, Gary Collins, James Hampton y Pamela Bellwood. El guion fue escrito por Ken Pettus sobre una historia de Thomas C. Chapman y el mismo director, James L. Conway, mientras que la producción corrió a cargo de la compañía independiente Sunn Classic Pictures.

## Sinopsis
Un satélite artificial desplegado desde un transbordador espacial colisiona con un ovni, que tras aterrizar sin daños es analizado en una instalación militar. Mientras, se trata de ocultar la verdad acusando a los astronautas supervivientes de negligencia.
Existe una versión con un final alternativo titulada Invasion Force.